# Mastophora pickeli
Mastophora pickeli is een spinnensoort in de taxonomische indeling van de wielwebspinnen (Araneidae).
Het dier behoort tot het geslacht Mastophora. De wetenschappelijke naam van de soort werd voor het eerst geldig gepubliceerd in 1931 door Cândido Firmino de Mello-Leitão.